# الخروج (مسلسل)
الخروج هو مسلسل بوليسي تم إنتاجه في مصر، بدأ عرضه في رمضان 2016. المسلسل من إخراج محمد جمال العدل.

## القصة
مسلسل بوليسي يعتمد على الغموض في أحداثه التي تبدأ بجريمة قتل في ظروف غامضة، فيتم تكليف ضابطين من المباحث هما الرائد ناصر محمود، والمقدم عمر بالبحث عن القاتل، وفي ظل الأحداث وتطورها يتم توجيه أصابع الاتهام للعديد من الشخصيات، وإذا بمجموعة أخرى من جرائم القتل تقع مرتبطة بنفس القاتل المجهول.

## فريق العمل

### تمثيل[1]
| - ظافر العابدين:المقدم عمر فاروق - شريف سلامة:الرائد ناصر محمود - درة زروق:ليلى - أحمد راتب:اللواء فاروق - صلاح عبد الله:اللواء صالح إبراهيم عمارة - علا غانم:شهيرة - أحمد كمال:الدكتور صبرى عينايت - محمد أبو داوود:اللواء حافظ رشاد - سلوى محمد علي:دكتورة راجية علام - نورهان:عايدة زوجة ناصر - إنجي أبو زيد:الصحفية جيهان | - تامر ضيائي:معتصم - رانيا منصور:عزة - أحمد جمال سعيد:بيرجو - مصطفى يوسف:ممرض المشرحة - محمود غريب:كرم - إحسان صالح - كريم مأمون:ايمن - نادر فرنسيس - تامر سعد - محمد خميس:السيد مبروك الديب - شعبان مبروك الديب - محمود بشير:مساعد المحامية ليلى | - مجدي شكري - شريف إدريس: عادل القواد - ياسر الزنكلوني:حارس أمن المستشفى - شوقي المغازي:رئيس التحرير - مصطفى درويش - ليلى حسين - ناهد عفيفي:زينه - لبنى عبد العزيز - سعاد الهواري - رانيا بنات:جودي ناصر محمود | - فاطمة ناصر:الممرضة سعاد - ظهور خاص - الشحات مبروك:عبد الله -ضيف شرف - ناصر سيف:خالد البنا -ضيف شرف - محمد متولي:الشيخ أبو الفتوح عثمان -ضيف شرف - ياسر علي ماهر:هشام المصري -ضيف شرف - حمدي هيكل:مبروك الديب -ضيف شرف - محمود اللوزي:عزيز بسطا -ضيف شرف - أحمد السلكاوي:ضيف شرف - حسن محمد حسن:طفل - جومانا الساعي:طفلة |

ضيوف الحلقات
| - أحمد عبد الله محمود:أحمد حسن أبو زيد - أحمد مجدي:الدكتور أمجد العطار - محمد عبد المعطي:الممثل إبراهيم عطية | - رضا إدريس:مدير المسرح-ضيف شرف - سناء شافع:محمود والد نصر -ضيف شرف - صبري عبد المنعم:-ضيف شرف |

بالاشتراك مع
| - عبد الحميد البلقاسي - محمد دياب - مجدي بدر - وليد علي - أحمد حسين - عيد أبو الحمد: ساعي بالشرطة - برلنتي عامر | - عثمان سعد - علي جمال الدين - أحمد صادق - أشرف بوزيشن - هشام وجيه - مريم سعيد صالح - ريم أحمد | - سيد خميس - بدوي فهمي - محمد البياع - أشرف شكري - رحاب رأفت - كنزي إبراهيم - مالك العلي | - بيبرس الشهاوي - أحمد عبد العال - أحمد طالب - محمد رأفت - كريم عيد - محمد أبو الدهب - خالد فضل | - محمود مدحت - ماجد رفلة - بسنت حسن - محمد الزواوي - محمد علي - شهد سامي - شريف الصعيدي | - سمر علي - إيهاب أباظة - محمود بيومي - أحمد رفعت - محمود رشدي - ناني الديب - سامر المنياوي | - عادل عبد النبي - توبة رجب - عبده الفولي - هشام الأسيوطي - أحمد عياد - أحمد عرفة | - أحمد المهندس - علي عادل - مهجة عبد الرحمن - محمود الشوربجي - عزة السيد - مجدي عبد الظاهر |

### إداريون
- أشرف نار: مخرج منفذ
- كريم سليمان - طارق الكاشف: مساعد مخرج أول
- حسين الهادي - يوسف طه - محمد حمدي الخبيري:مساعد مخرج
- محمد نادر - سعد مصيلحي:مدير الإنتاج
- محمد جمال - أحمد عباس:مدير موقع
- عباس صابر - هاني جمال: منسق مناظر
- باسم سعد الدين:كاميرا مان
- أحمد رامي - محمد مدحت:فوكس بولر
- محمد يوسف: ماكيير
- هيثم دهب: كوافير
- هيثم عبد الحليم:كي جريب
- ناجي كمال:مشرف كاميرات
- ياسر عظيما:جافير
- حسام وهبة - أحمد عياد:مهندس الصوت
- إيريني فادي - حسام حلمي: مونتير مساعد
- عمرو فاروق: مدير تصوير الوحدة الثانية
- عمر رشدي حامد: مخرج الوحدة الثانية
- عمرو فراج:مشرف إنتاج
- إيمان أبو الدهب:مدير إدارة التسويق
- أحمد سامي بدوي- مصطفى الحسيني:مدير إدارة الإنتاج
- محمد رضا:مدير عام قطاع الإنتاج بالمدينة
- محمود التركمان:vfx supervisor
- جون بهاء: Head of Production
- خليدة حساني:Senior creative designer
- رنا حسين:Line producer
- أيمن قنديل:مدير الحسابات
- محمود عمر - محمد غالي:محاسبين موقع
- محمد عاشور:مونتاج التتر
- ريم العدل: تصميم الملابس
- شيرين فرغل:art director
- حسني علي: مكساج
- رامي صبري: غناء
- مدحت العدل: كلمات المقدمة
- عمرو مصطفى: موسيقى تصويرية وألحان
- شربل معوض:كولوريست
- مجدي كامل:مونتاج
- هاني عبد الله: منتج فني
- أحمد زيتون: مدير التصوير
- مصطفى العوضي: إشراف عام على الإنتاج
- حسام ممدوح: مهندس صوت
- أروما: منتج
- رفعت عبد الحكيم: منفذ ملابس
- تامر مرتضى: المنتج
- محمد جمال العدل: مخرج

## هوامش
- بث المسلسل على عدة شاشات عربية، أبرزها : تلفزيون المستقبل (لبنان) و قناة الشروق (الجزائر).
- اعتذرت الفنانة كندة علوش عن المشاركة بالمسلسل وذلك لخلاف بينها وبين الشركة المنتجة،[3] وحلت محلها الفنانة درة. كما اعتذرت الفنانة رشا مهدي عن دورها في المسلسل وتم في البداية اختيار ميس حمدان لتحل محلها، إلا إنها وقبل بدأ تصوير مشاهدها اعتذرت هي الأخرى وتم بعدها التعاقد مع الفنانة علا غانم لأداء الشخصية.